# 3D-Calc

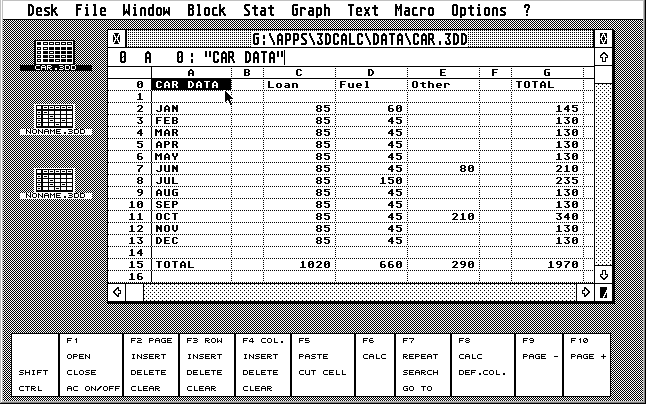
3D-Calc

3D-Calc is een 3-dimensionale spreadsheet voor de Atari ST. 
De spreadsheet was 3-dimensionaal omdat hij 13 sheets bevatte van 2048 rijen en 256 kolommen. De cellen van de verschillende pagina's konden naar elkaar verwijzen. Het programma bevatte een geïntegreerde scripttaal, en een geïntegreerde tekstmodule met mogelijkheid tot data-import uit de spreadsheet, wat bijvoorbeeld mailmerge mogelijk maakte. 
De eerste versie van het programma was beschikbaar in april 1989 en werd gedistribueerd door de firma ISTARI bvba, Gent, België. Vanaf mei 1991, werd de Engelse versie gedistribueerd door MichTron/Microdeal, Cornwall, UK. In januari 1992 werden Nederlandstalige en Franstalige versies onder licentie verspreid door Atari België. Vanaf 1994, werd versie 3 van 3D-Calc (hernoemd tot 3D-Calc+) gedistribueerd door het UK magazine ST Applications.
Vandaag is 3D-Calc in het publiek domein en kan vrij worden gedownload. In 1992-1993 werd de broncode gebruikt voor de ontwikkeling van een statistisch softwarepakket MedCalc.